# سلطان الموسى
سلطان موسى الموسى (مواليد عام 1987م) هو روائيٌ سعودي تدور مواضيع كتاباته حول الأديان، مدوّن وناشط في شبكات التواصل الاجتماعية، محاضر في الهيئة العالمية للإعجاز العلمي في القرآن والسُنة.

## سيرة
نشأ في مدينة الرياض ودرس وعاش فيها، حصل على شهادة البكلوريوس في الإدارة المالية من جامعة الملك سعود بالرياض عام 2009 م، وعمل مشرفًا إداريًّا بإحدى المستشفيات الحكومية. لم تساعده بيئتُه الاجتماعية على القراءة بشكل عام، لكنه عزم على أن يتحدى الواقع ليبدأ مسيرته البحثية في علوم الأديان والحضارات والتاريخ، وبصورة خاصة حضارات ما قبل التاريخ والأديان القديمة والحديثة وعلوم المنطق والفلسفة. تأثر بالداعية الأسلامي أحمد ديدات، أمّا من الكتاب السعوديين فالكاتب معجب بكلٍّ من د.منذر القباني والأستاذ صالح الخزيم. الموسى حاليا هو باحث سعودي في مقارنات الأديان وتاريخ الحضارات، كاتب صحفي، مدوّن وناشط في شبكات التواصل الاجتماعية، محاضر في الهيئة العالمية للإعجاز العلمي في القرآن والسُنة.

## المؤلفات
| الكتاب         | اللغة      | الناشر           | سنة النشر | عدد الصفحات | الرقم         | المصدر      |
| -------------- | ---------- | ---------------- | --------- | ----------- | ------------- | ----------- |
| أقوم قيلا      | العربية    | دار الفكرالعربي  | 2014      | 223         | 9786030150601 | [ 5 ]       |
| تثريب          | العربية    | دار الأدب العربي | 2015      | 299         | 9786030178780 | [ 5 ] [ 6 ] |
| المرأة الكاملة | العربية    | دار الأدب العربي | 2017      | 351         | لا يوجد       | [ 7 ] [ 5 ] |
| يوم المغفرة    | العربية    | دار الأدب العربي | 2019      | 264         | 9786038292204 | [ 5 ] [ 8 ] |
| كبيرة الورد    | العربية    | دار الأدب العربي | 2021      | 103         | 9789152154960 | [ 5 ] [ 9 ] |
| كلمات أفضل     | الأنكليزية | دار الأدب العربي | 2015      | 236         | لا يوجد       | [ 10 ]      |
| وقت التين      | العربية    | دارالأدب العربي  | 2022      | 144         |               |             |